# Loïc Kamwa
 (juin 2025).
Loïc Kamwa, de son nom complet Loïc Kamwa Silatchom est un « agripreneur »[Quoi ?] et influenceur camerounais.

## Biographie

### Enfance, éducation et débuts
Loïc Kamwa est né à Baham et a grandi dans une famille d'entrepreneurs. Il apprend les métiers du sol auprès (et avec) de(s) parents actifs dans l'agriculture.
Il étudie l’économie et la gestion à PKFokam Institute of Excellence au Cameroun. Parti aux États-Unis pour parfaire sa formation en administration des affaires à l’Université d’État de New York à Canton (en), il retourne au Cameroun avec un Bachelor of Science (BSc) et devient agro-businessman.

### Carrière
Loïc Kamwa est actif dans différentes activités. 
Il est agriculteur spécialisé dans les céréales comme le maïs et éleveur dans une plantation de taille moyenne. Il a commencé avec 4 hectares avec l'objectif de devenir leader en production de céréales et de volaille en Afrique. En 2020, il produit des céréales sur une exploitation mécanisée de quelques dizaines d'hectares. En 2022, il exploite 60 hectares de terres dans le centre du Cameroun où il se spécialise en production de maïs. 
Producteur en B2B de maïs et poules de chair, il est aussi promoteur d'une école pratique de formation aux métiers de l'agriculture et de l'élevage. En un ou deux semestres, il forme des jeunes venus de plusieurs pays d'Afrique.  
Il co-fonde en 2018 le centre de formation  “Agribusiness Academy” avec la plateforme Sekoutcha, l'"école de la terre" Ghomala' (langue parlée par les Baham). 
Loïc Kamwa devient une figure connue des réseaux sociaux et de l'entrepreneuriat avec les vidéos régulières sur YouTube dont il produit le contenu et qui abordent divers thèmes (agriculture, résumés de lectures, conseils aux starters, …).

## Œuvres
- 10 clés pour réussir dans l'agrobusiness en Afrique[7]